# صموئيل ريفيرا
صموئيل ريفيرا (بالإنجليزية: Samuel Rivera)‏ هو سياسي أمريكي، ولد في 1946.